# Caio Prado
Caio Prado Ribeiro, mais conhecido como Caio Prado (Realengo, 8 de março de 1991) é um cantor e compositor brasileiro, nascido e criado no subúrbio do Rio de Janeiro. Lançou-se comercialmente em 2014, quando publicou o primeiro CD, “Variável eloquente”. Prado integrou o trio Não Recomendados, ao lado de Daniel Chaudon e Diego Moraes, grupo que se tornou popular na cena LGBT ao instrumentalizar a música contra a homofobia e os estereótipos de gênero.
Concorreu e venceu o concurso Cepe Petrobras, que teve lugar no Teatro Rival, no Rio de Janeiro, como “Melhor Intérprete” e “Melhor Canção”. Foi reconhecido, ainda, no “Festival de Ilha Grande” e no “Festival de Três Rios”.